# Imagizem
Imagizem je ameriško-angleška literarna smer. Je oblika modernizma, ki je nastala kot odgovor na romantično pesniško tradicijo. Smer je nastala leta 1909 v Londonu na pobudo Ezre Pounda.
Imagizem je gibanje v modernizmu, ki je trajal zelo kratek čas, od leta 1909 - 1917. 
Izraz imagizem se uporablja od leta 1912, ko je Pound objavil pesmi Hulma v svoji prvi pesniški zbirki Protiudarci. Teh pet pesmi je označil z izrazom pozabljena šola oz. šola podob. (Image = podoba)
Pod pojmom šola podob se označuje skupino pesnikov, ki se je zbirala okrog Hulma od leta 1908 naprej. Leto kasneje se jim je pridružil tudi Pound, ki je kasneje prevzel vlogo voditelja gibanja in širil Hulmove ideje. 
Te pesnike je povezovalo nezadovoljstvo s takratno poezijo: z dikcijo, oblikovnimi postopki, nazori itd. 
Zadali so si nalogo, da bodo poezijo prenovili. Pri tem so se oprli na filozofa Breksona. 
Brekson je imel leta 1911 v Bologni predavanje o podobi (filozofija podobe). Tega predavanja se je udeležil tudi Hulme, ki je nauke (teorijo) prevzel ter jih prenesel v Anglijo. 

Glavne značilnosti imagizma so v preoblikovanju pesniških občutij v jezikovne podobe, ustvarjanju novih ritmov, natančnosti izpovedovanja ter svobodni izbiri snovi. 

## Pomembnejši avtorji imagizma
- H.D.
- Ezra Pound
- Richard Aldington
- James Joyce
- D. H. Lawrence
- John Cournos
- John Gould Fletcher
- T.S. Eliot
- Sergej Jesenin